# Madinat al-Salam
Madinat al-Salam (tiếng Ả Rập: مدينة السلام , đã Latinh hoá: Madīnat al-Salām, tiếng Thổ Nhĩ Kỳ: Medinet el-Selam), còn được gọi là Thành phố Hòa Bình hoặc New Quneitra, là một thị trấn ở Cao nguyên Golan, là trung tâm hành chính của Chính quyền Quneitra của miền nam Syria. Nó nằm trên đường Damascus - Quneitra, cách Quneitra 12 km về phía bắc và cách thị trấn Khan Arnabah 2 km về phía tây. Đây là một thị trấn được quy hoạch, thành lập và định cư đầu tiên vào năm 1986, và thay thế thành phố Quneitra thành trung tâm tỉnh, sau khi Quneitra bị phá hủy và bỏ hoang. Nó có diện tích 1,9 km² và độ cao 900 mét so với mực nước biển. Theo ước tính chính thức năm 2010, Madinat al-Baath có dân số 4.500.
Thị trấn có cơ sở hạ tầng phát triển, bao gồm 22 km đường giao thông, dịch vụ ngân hàng, các tổ chức chính phủ và phi chính phủ, đài truyền hình và đài phát thanh, trung tâm văn hóa, sân bóng đá, bệnh viện, vv  Vào tháng 12 năm 2013, việc xây dựng 5 khoa mới của Đại học Damascus đã được đưa ra bởi hội đồng thị trấn Madinat al-Baath.
Dân số chủ yếu là người tị nạn từ Cao nguyên Golan do Israel kiểm soát.
Người dân trong thị trấn chủ yếu tham gia vào nông nghiệp và dịch vụ. Lượng mưa trung bình là 1.000 mm (39,37 in).
Cho đến năm 2024, thị trấn đã được đặt tên là Madinat al-Ba'ath (Thành phố Ba'ath) theo tên của Đảng Ba'ath cầm quyền trước đây của Syria.
Kể từ tháng 12 năm 2024, thành phố này nằm dưới sự kiểm soát của Israel.